# 光叶紫玉盘
光叶紫玉盘（学名：Uvaria boniana）为番荔枝科紫玉盘属的植物。分布在越南以及中国大陆的广东、广西、江西等地，生长于海拔800米的地区，见于丘陵山地疏密林中较湿润的地方，目前尚未由人工引种栽培。

## 别名
挪藤（江西）